# Igor' Pavlov
Igor' Vladimirovič Pavlov (in russo Игорь Владимирович Павлов?; Mosca, 18 luglio 1979) è un ex astista russo.

## Palmarès
| Anno | Manifestazione  | Sede       | Evento           | Risultato | Prestazione | Note |
| ---- | --------------- | ---------- | ---------------- | --------- | ----------- | ---- |
| 2003 | Universiadi     | Taegu      | Salto con l'asta | Argento   | 5,65 m      |      |
| 2004 | Mondiali indoor | Budapest   | Salto con l'asta | Oro       | 5,80 m      |      |
| 2004 | Giochi olimpici | Atene      | Salto con l'asta | 4º        | 5,80 m      |      |
| 2005 | Europei indoor  | Madrid     | Salto con l'asta | Oro       | 5,90 m      |      |
| 2005 | Mondiali        | Helsinki   | Salto con l'asta | 4º        | 5,65 m      |      |
| 2006 | Mondiali indoor | Mosca      | Salto con l'asta | 12º (q)   | 5,55 m      |      |
| 2007 | Europei indoor  | Birmingham | Salto con l'asta | 9º (q)    | 5,55 m      |      |
| 2007 | Mondiali        | Osaka      | Salto con l'asta | 4º        | 5,81 m      |      |
| 2008 | Giochi olimpici | Pechino    | Salto con l'asta | 9º        | 5,60 m      |      |
| 2009 | Mondiali        | Berlino    | Salto con l'asta | 16º (q)   | 5,55 m      |      |
| 2011 | Europei indoor  | Parigi     | Salto con l'asta | 7º        | 5,51 m      |      |